# Gabe Newell
Gabe Logan Newell (n. 3 noiembrie 1962, Colorado, SUA), cunoscut și ca Gaben (/ˈɡeɪbˈɛn/), este un programator american și un om de afaceri, co-fondator al companiei de jocuri video și distribuții digitale Valve Corporation.
Născut în Seattle, Gabe Newell a studiat la Universitatea Harvard pe la începutul aniilor '80, dar a părăsit-o prematur deoarece a plecat la Microsoft să lucreze la elaborarea primelor sisteme de operare Windows.
În timp ce lucrau la Microsoft, Gaben și amicul său Mike Harrington⁠(d) erau fascinați de jocurile video apărute pe la mijlocul anilor 1990 (precum Doom și Quake). Cei doi și-au deschis propriul studio Valve, care mai târziu a ajuns o companie de succes.
În octombrie 2017 revista Forbes l-a inclus în top 100 cei mai bogați oameni din SUA, cu o avere netă estimată la 5,5 miliarde $.